# Cien años
Cien años es una canción mexicana del género de bolero o bolero ranchero, y obra de los compositores mexicanos Rubén Fuentes y Alberto Raúl Cervantes González. La primera interpretación que popularizó el tema fue la versión grabada por Pedro Infante en 1953, y que fue la canción más exitosa en México en 1954.

## Letra y versiones
La letra es el lamento y reproche por el desdén de la persona amada, así como la reivindicación del sentimiento que subsiste a pesar de la indiferencia, lo cual es expresado conspicuamente por el estribillo de esta canción: 

Y sin embargo vives
 unida a mi existencia,
 Y si vivo cien años,
 cien años pienso en ti. 

La Sociedad de Autores y Compositores de México, registra 189 interpretaciones, entre ellas se pueden mencionar las de Pedro Infante, la de Trío Los Panchos, la de Chamín Correa, Daniela Romo, Rosenda Bernal, Yolanda del Río, Vicente Fernández, Thalía y Mijares en el contexto mexicano y la interpretación de la estadounidense Selena en el contexto internacional.

## Motivos culturales
Esta canción fue interpretada un par de ocasiones por Pedro Infante, en la película: “Cuidado con el amor” de 1954, dirigida por Miguel Zacarías, donde coprotagonizan: Elsa Aguirre, Fanny Schiller, Eulalio González "Piporro" y Óscar Pulido.
En 1996, se publica el álbum: "Querido amigo", de Mijares, el cual es una homenaje al ídolo de México, Pedro Infante. Uno de los temas, es la canción "Cien años" que, al igual que las demás, es interpretada por Mijares y Pedro Infante.